# Davide Mandelli
Davide Mandelli (Monza, 28 de junho de 1977) é um futebolista italiano, defensor que atualmente está no plantel do Lumezzane, desde 15 de agosto de 2012.

## Títulos
Chievo Verona
- Serie B: 2007-2008